# Dorfprozelten
Dorfprozelten er en kommune i Landkreis Miltenberg i Regierungsbezirk Unterfranken i den tyske delstat Bayern.

## Geografi
Dorfprozelten ligger ved floden Main (der her danner grænse til delstaten Baden-Württemberg) i Region Bayerischer Untermain og er en af de ældste bebyggelser i området.

## Historie
Dorfprozelten blev nævnt første gang i 1012 som Brotselden og Bradselden.
Byen, der var en del af ærkestiftet Kurmainz, blev ved Reichsdeputationshauptschluss 1803 en del af det nydannede Fyrstedømmet Aschaffenburg og blev i 1814 en del af Kongeriget Bayern. I forbindelse med forvaltningsreformen i Bayern i 1818 blev den nuværende kommune oprettet.
Byen var indtil 1970'erne hjemsted for en stor sandstensindustri. Den røde mainsandsten fra Dorfprozelten er blandt andet brugt ved opførelsen af Vinterpaladset i Sankt Petersborg, domkirken i Mainz, Rigsdagsbygningen i Berlin og mange andre betydningsfulde bygningsværker. Sandstenen blev fragtet på floden, og i mange år var Dorfprozelten en af de største indlandshavne i Tyskland. På skråningerne til Main produceres druerne til „Dorfprozeltener Predigtstuhl“, som er en vellidt vin fra Frankendistriktet.